# 班布里奇 (喬治亞州)
班布里奇（英語：Bainbridge）是一個位於美國喬治亞州迪卡特縣的城市。根據2010年美國人口普查，該地人口為12697人，而該地的面積約為52.00平方千米。同時該地也是迪卡特縣的縣治。

## 地理
班布里奇的座標為30°54′17″N 84°34′16″W / 30.90472°N 84.57111°W，而該地的平均海拔高度為37米（即121英尺）。